# Потоцкий, Юзеф (кравчий великий коронный)
Граф Юзеф Потоцкий (ок. 1735 — 14 декабря 1802, Вена) — польский государственный деятель, магнат, староста лежайский, кравчий великий коронный (1767—1780).

## Биография
Представитель знатного польского магнатского рода Потоцких герба «Пилява». Старший сын воеводы смоленского Станислава Потоцкого (1698—1760) и Хелены Замойской (ум. 1761). Младший брат — подкоморий великий коронный и генерал-лейтенант коронной армии Винцент Потоцкий (1740—1825).
Получил титул графа Священной Римской империи от германской императрицы Марии Терезии. Владелец имений: Кротошин, Тернополь, Волочиск на Волыни и Седлища на Подолии. В 1767-1780 годах — кравчий великий коронный, затем староста лежайский и ротмистр гусарской хоругви.
В 1764 году был избран от Подольского воеводства послом на конвокационный сейм, где 7 мая подписал манифест, в котором признавал незаконность нахождения русских войск в Варшаве во время избрания короля. Был членом монетной комиссии и комиссии коронной казны, а также одним из руководителей Радомской конфедерации. На разделительном сейме 1773-1775 годов при поддержке польского короля Станислава Августа Понятовского Юзеф Потоцкий был включен в состав Постоянного Совета.
В 1766 году Юзеф Потоцкий стал кавалером Ордена Святого Станислава. За заслуги получил Орден Белого Орла в 1769 году. В 1776 году — кавалер российских орденов Святого апостола Андрея Первозванного и Святого Александра Невского.

## Семья
В 1760 году женился на Анне Терезе Оссолинской (1746—1810), дочери воеводы волынского Юзефа Канта Оссолинского (1707—1780) и Терезы Стадницкой (1717—1776). Дети:
- Ян Непомуцен Потоцкий (1761—1815), польский писатель и путешественник
- Северин Потоцкий (1762—1829), российский тайный советник и сенатор